# 将台堡革命旧址
将台堡革命旧址，位于中华人民共和国宁夏回族自治区固原市西吉县将台堡镇。1936年10月22日，红一、二、四方面军在将台堡会师，长征胜利结束。1996年，将台堡修建了中国工农红军将台堡会师纪念碑以纪念这次会师，并由江泽民题写碑名。2006年，当地在纪念碑附近新建了纪念馆，并在将台堡内修建了纪念园。2006年，将台堡革命旧址被列为全国重点文物保护单位。

## 历史
将台堡城址原为宋代所建，1920年时毁于海原大地震，后来在城址上修建了一座城堡，是为今天的将台堡:71。1936年5月，红一方面军结束东征战役后回到陕北，决定与红二方面军、红四方面军会师。5月中旬，红一方面军发动西征，向红二、四方面军靠拢。当年7月初，红二方面军和红四方面军在甘孜会师后向北推进，向红一方面军靠拢。10月9日，红一方面军和红四方面军在甘肃会宁会师，红二方面军进入西吉县。10月22日，红二方面军与红一、四方面军在将台堡会师，至此长征胜利结束:109。
1995年8月14日，宁夏回族自治区党委向中共中央宣传部上报了《关于在宁夏西吉县将台堡修建革命遗址纪念标志的请示》。该批示于12月19日获正式复函同意。1996年8月9日，将台堡会师纪念碑奠基，碑名由时任中共中央总书记、国家主席、中央军委主席江泽民题写。当年10月22日，宁夏回族自治区党委、人民政府和宁夏军区在将台堡举行纪念红军长征胜利60周年大会，同时为将台堡会师纪念碑揭碑。2006年，为纪念红军长征胜利暨将台堡会师70周年，原纪念碑得以扩修，新建纪念广场和纪念园:110。2006年5月，将台堡革命旧址被列为全国重点文物保护单位。2014年，将台堡革命旧址的保护规划获国家文物局批复同意。

## 结构
将台堡革命旧址由纪念碑、纪念广场和纪念园三部分组成。其中纪念碑由碑座、碑身和碑顶雕像三部分组成。该碑所处的平台高6米，全碑高19.36米，代表会师年份1936年。碑座砌有60级台阶，象征碑落成时正值长征胜利六十周年。碑身正面镶嵌有汉白玉，其上刻有江泽民题写的“中国工农红军长征将台堡会师纪念碑”，背面为中共西吉县委、西吉县人民政府撰写的碑文。碑身下部有8幅浮雕，内容为“战略大转移”“遵义大转折”“强渡大渡河”“过雪山草地”“路过回民区”“翻越六盘山”“三军大会师”“胜利到延安”等长征中的重要历史事件。碑的顶部有三尊红军头像，象征三军会师。纪念广场占地13334平米。
纪念园设置于将台堡内，其内主要有三军会师纪念馆、建设成就展厅、将军翰墨碑林等建筑。将台堡东西长70米，南北长68米，高12米，保存较为完好。:109-110:177-178:71